# Празник на копришкия брабой
Празникът на копришкия брабой е фестивал на производителите и свързаните с картофопроизводството сродни дейности, организиран редовно от 2018 година и провеждан през месец октомври от община Копривщица.
Отглеждането на картофи, наричани в Копривщица бръбой, наред с животновъдството, е основен поминък на местното население. Копривщица като обект на прояви в областта на етнографията, архитектурата и фолклора, е пионер и в производството от първото засаждане на тази селскостопанска култура в България. Поради това, че местните картофи виреят в благоприятни почви на относително високо разположени терени от над 1100 м, се счита, че са едни от най-вкусните в страната.
Земеделските стопани от Копривщица, занимаващи се с картофопроизводство, и гостите на фестивала имат възможност да се запознаят с офертите на компаниите семепроизводители и на фирмите, предлагащи торове и препарати за успешно и екологично земеделие. На празника се организират състезания на конкурсни начала по картофена кулинария, за детска рисунка, за най-голям и за най-нестандартен картоф. Организаторите уреждат и надпревара за най-бързо белене на картофи, за хвърляне на картофи по мишена, за най-бързо пренасяне на гаци (чувалчета) с картофи и за най-бързо ядене на картофени кюфтета. По време на провеждането на празника се извършва информативна среща на земеделските картофопроизводители с представители на Министерството на земеделието, храните и горите, Държавния фонд „Земеделие“, Изпълнителната агенция по сортоизпитване, апробация и семеконтрол и различни фирми и търговци от бранша.
Традиционното място за провеждането на празника е в двора на Старото училище. Съпровождан е от много изпълнения на певци, инструменталисти и танцьори, а на откриването свири представителният духов оркестър на училище „Любен Каравелов“ от града.

## Предистория на празника
Като български общественик и копривщенски краевед Иван Шабанов в продължение на няколко кметски мандата се опитва да лансира идеята си за създаването в Копривщица на „Музей на картофите“. Идеята си има намерение да осъществи със свои собствени средства, като се нуждае единствено от подходящо помещение, където да подреди експозицията. Не намерил подкрепа сред общинските служители и донякъде разочарован от реакцията им, той се обръща със същото предложение към обществеността в съседния град Клисура. Неговият музей е създаден там през 1986 г., а едно от мероприятията организирани от него е първият Празник на картофите.